# Ricardo Martins
Ricardo Martins, né le 16 mars 1982 à Cascais, est un ancien coureur cycliste portugais. Professionnel de 2005 à 2008, il a été champion du Portugal du contre-la-montre en 2007. Il est aujourd'hui manager de l'équipe émiratie Skydive Dubai-Al Ahli Club.

## Palmarès
- 2003
  - 3e du championnat du Portugal du contre-la-montre espoirs
- 2004
  -  Champion du Portugal sur route espoirs
- 2007
  -  Champion du Portugal du contre-la-montre